# Pirro Gonzaga

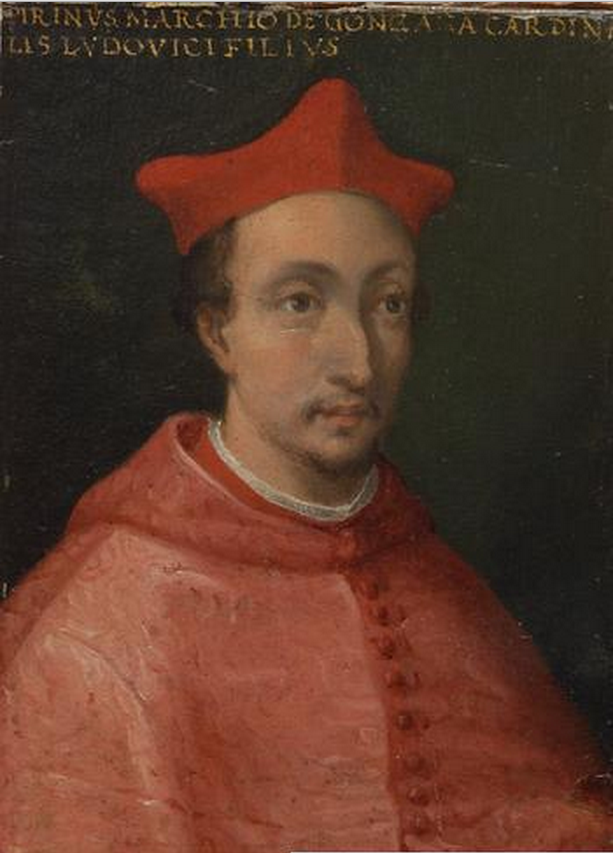
Pirro Kardinal Gonzaga

Pirro Gonzaga (* 1505 in Mantua; † 28. Januar 1529 in Sabbioneta) war der Sohn des Grafen Ludovico Gonzaga di Sabbioneta und seit 1528 Kardinal.
Seine Mutter war Francesca Fieschi, eine Tochter von Gian Luigi von Lavagna. Pirro wurde am 5. September 1527 Bischof von Modena. 
Papst Clemens VII. erhob ihm im Konsistorium vom 21. November 1527 zum Kardinaldiakon mit der Titelkirche Sant’Agata dei Goti. 